# Lucas López
Lucas Martín López Quintana, noto semplicemente come Lucas López (Tacuarembó, 5 maggio 1994), è un ex calciatore uruguaiano, di ruolo difensore.

## Caratteristiche tecniche
È una difensore centrale.

## Carriera
Cresciuto nel settore giovanile del Tacuarembó, ha esordito in prima squadra il 23 agosto 2014 disputando l'incontro di Primera División Profesional perso 2-1 contro il Fénix.